# Sergio Otoniel Contreras Navia
Sergio Otoniel Contreras Navia (ur. 27 kwietnia 1926 w Valparaíso, zm. 5 stycznia 2019 w Temuco) – chilijski duchowny rzymskokatolicki, w latach 1977–2001 biskup Temuco.

## Życiorys
Święcenia kapłańskie przyjął 21 września 1957. 21 listopada 1966 został prekonizowany biskupem Ancud. Sakrę biskupią otrzymał 27 grudnia 1966. 25 stycznia 1974 został mianowany biskupem pomocniczym Concepción ze stolicą tytularną Semta, a 23 grudnia 1977 biskupem Temuco. Od 29 kwietnia 1996 do 8 września 1996 był administratorem apostolskim Valdivii. 21 września 2001 przeszedł na emeryturę.